# 竹叶铁线莲
竹叶铁线莲（学名：Clematis lancifolia var. ternata）为毛茛科铁线莲属下的一个变种。

## 扩展阅读
- 維基物種上的相關：竹叶铁线莲